# 乃木町 (台北市)
乃木町（のぎちょう）は、日本統治時代の台湾における台北市の行政区画。台湾総督を務めた乃木希典を記念して命名された。文武町の西に位置し、一丁目から三丁目までで構成された。現在の延平南路、中華路、長沙街一段、貴陽街一段の一部が乃木町に含まれる。

## 町内の施設
- 乃木館（一丁目、国定史跡）
- 偕行社（一丁目、現在の婦連総会）
- 憲兵隊本部（一丁目，現在の台北憲兵隊）